# Goeie Koffe
Goeie Koffe is een Belgisch bier. Het wordt gebrouwen door Brouwerij DijkWaert te Herentals.

## Achtergrond
Goeie Koffe wordt gebrouwen sinds 30 december 2010. De naam, die "Goede koffie" betekent, verwijst naar de koffiesmaak van het bier. Koffie is tevens een ingrediënt. Oorspronkelijk had het bier een alcoholpercentage van 9,5%. Het was een zwarte stout (150 EBC) met een bitterheid van 30 EBU. Later werd het recept gewijzigd en het alcoholpercentage verlaagd.

## Het bier
Goeie Koffe is een zwarte stout met een alcoholpercentage van 7%. Het bier wordt verkocht in flessen van 75 cl.